# Léon Payan
 (juin 2024).
Si vous disposez d'ouvrages ou d'articles de référence ou si vous connaissez des sites web de qualité traitant du thème abordé ici, merci de compléter l'article en donnant les références utiles à sa vérifiabilité et en les liant à la section « Notes et références ».
Léon Payan (17 juillet 1870 à Paris - 20 septembre 1928 à Libourne) est un dessinateur et peintre verrier français.

## Biographie
Fils d’un peintre verrier, il fait des études de dessin, puis s’installe avec sa compagne à Reims en 1889 où il débute aux ateliers Haussaire Frères, il y est dessinateur en 1893. Il participe aux premiers cercles ouvriers de Reims ; en 1891, milite dans le Parti socialiste, puis en 1894, il rejoint les cercles ouvriers chrétiens. Il se marie à Reims en 1893. 
Membre du Sillon et membre actif de la Démocratie chrétienne naissante, il en préside le Congrès ouvrier national, à Reims en mai 1896. Il adhère au Sillon jusqu’en 1910. En 1898, il revient à Paris, il est dessinateur à la Société artistique de peinture sur verre, fondée par Louis-Charles-Marie Champigneulle. Léon Payan reprend l’atelier de vitraux Henri Mathieu en 1901 et s’installe avec J. Guyonnet, au 131 rue de Vaugirard Paris 15e.
En 1902, François Haussaire reprend les parts de J. Guyonnet, et finance l’extension de l’atelier. À cette époque sa production est importante, l’activité s’étend principalement en Bretagne. La séparation de l’Église et de l’État en 1905 réduit nettement les activités des ateliers liées à l'art religieux, et Léon Payan vit très mal cette période. La même année, François Haussaire prend la direction de l’atelier de Reims à la suite du décès de son frère Ernest. Léon Payan reprend seul l’atelier de Paris en 1906 et déménage à Joinville-le-Pont, où les loyers sont moins chers. Les quatre années suivantes, l’activité permet juste de maintenir l’atelier et Léon doit se résoudre à changer d’activité.  
En 1911, il devient directeur de la station thermale de Luxeuil-les-Bains. La Grande Guerre arrive. Du fait de son état de santé il n’est pas mobilisé. Il participe à la vie locale et écrit une chronique archéologique publiée dans Le Petit Luxovien, hebdomadaire local. Paris 1920, François Haussaire remonte un atelier de fabrication de vitraux à Paris, dirigé par Léon Payan, au 30 avenue de Vaugirard, dans le 15e. Il travaille principalement pour la reconstruction à la suite des dommages de guerre.
À la fin de 1923, François Haussaire vend les ateliers de Reims et de Paris à Georges Merklen, qui les associe à son atelier d’Angers. Léon Payan reste à la tête de l’atelier de Paris. Au début de février 1924, décès de François Haussaire. En 1925, décès de Georges Merklen, sa veuve vend l’atelier à l’architecte Roger Desjardins. Léon Payan continue de diriger l’atelier de Paris jusqu’en 1927. Malade, il s’installe près de ses enfants à Libourne, il y décède des suites de la tuberculose en 1928.
En 1934, proche de la liquidation, l’atelier d’Angers est repris par Maurice Bordereau. Les spécialités de Léon Payan seront le dessin, la peinture sur verre, l’histoire de la vie des saints. Il réalisera de nombreuses verrières historiées.

## Sources
- http://leon-payan-vitraux.wstudio.website/